# German Bowl XXXII
German Bowl XXXII war die 32. Ausgabe des Endspiels in der höchsten deutschen Footballliga German Football League (GFL). Der German Bowl fand am 9. Oktober 2010 wie im Vorjahr zwischen den Kiel Baltic Hurricanes und den Berlin Adler in der Commerzbank-Arena in Frankfurt am Main statt.
Das Spiel wurde live vom Deutschen Sportfernsehen übertragen. Die Kiel Baltic Hurricanes konnten sich nach Niederlagen in den beiden Vorjahren diesmal mit 17:10 durchsetzen.

## Spielverlauf
Kiel konnte gleich mit der ersten Angriffsserie nach acht Spielzügen durch einen 6-Yard-Lauf von Simon Sommerfeld den ersten Touchdown erzielen. Wie schon in den beiden Spielen der regulären Saison zwischen Berlin und Kiel dominierten nun wieder die Verteidigungsreihen, aber Kiel konnte noch im ersten Viertel durch ein 43-Yard-Field Goal auf 10:0 erhöhen und nach der Halbzeitpause die Führung auf 17:0 ausbauen, nach Touchdown-Pass von Quarterback J. Welsh auf Wide Receiver D. Linson. Berlin verkürzte darauf mit einem Fieldgoal auf 17:3.
Zu Beginn des letzten Viertels verlor der Berliner T. Wise bei einem Sprung in die Kieler Endzone den Ball, der in der Endzone ins Aus sprang. Anstatt eines Touchdown für Berlin entschieden die Schiedsrichter auf Touchback, somit bekam Kiel den Ball an der eigenen 20-Yard-Linie. Der Ballbesitz wechselte in der Endphase noch mehrfach, eine Interception durch F. Horn für Kiel erschien als Vorentscheidung, aber in den letzten vier Minuten kam Berlin erneut an den Ball, und durch einen Trickspielzug (Running Back T. Wise warf den Ball auf Quarterback T. Brüning) in die Kieler Endzone zum 17:10-Anschluss. Der folgende Versuch der Berliner, mit einem Onside-Kick den Ball zurückzugewinnen, war nicht von Erfolg gekrönt. Kiel feierte den ersten Gewinn einer Deutschen Meisterschaft.

### Scoreboard
| German Bowl XXXII      | German Bowl XXXII      | German Bowl XXXII | German Bowl XXXII                         | German Bowl XXXII                         | German Bowl XXXII                         | German Bowl XXXII                         |
| ---------------------- | ---------------------- | ----------------- | ----------------------------------------- | ----------------------------------------- | ----------------------------------------- | ----------------------------------------- |
| Team                   | Team                   | Punkte            | Q1                                        | Q2                                        | Q3                                        | Q4                                        |
| Kiel Baltic Hurricanes | Kiel Baltic Hurricanes | 17                | 10                                        | 0                                         | 7                                         | 0                                         |
| Berlin Adler           | Berlin Adler           | 10                | 0                                         | 0                                         | 3                                         | 7                                         |
| Hurricanes             | Adler                  | Spieler           | Spielzug                                  | Spielzug                                  | Spielzug                                  | Spielzug                                  |
| 7                      | 0                      | S. Sommerfeld     | 6yd-Lauf (PAT J. Dohrendorf)              | 6yd-Lauf (PAT J. Dohrendorf)              | 6yd-Lauf (PAT J. Dohrendorf)              | 6yd-Lauf (PAT J. Dohrendorf)              |
| 10                     | 0                      | J. Dohrendorf     | 43yd-Field Goal                           | 43yd-Field Goal                           | 43yd-Field Goal                           | 43yd-Field Goal                           |
| 17                     | 0                      | D. Linson         | 5yd-Pass von J. Welsh (PAT J. Dohrendorf) | 5yd-Pass von J. Welsh (PAT J. Dohrendorf) | 5yd-Pass von J. Welsh (PAT J. Dohrendorf) | 5yd-Pass von J. Welsh (PAT J. Dohrendorf) |
| 17                     | 3                      | D. Wiehberg       | 27yd-Field Goal                           | 27yd-Field Goal                           | 27yd-Field Goal                           | 27yd-Field Goal                           |
| 17                     | 10                     | T. Bruening       | 10yd-Pass von T. Wise (PAT D. Wiehberg)   | 10yd-Pass von T. Wise (PAT D. Wiehberg)   | 10yd-Pass von T. Wise (PAT D. Wiehberg)   | 10yd-Pass von T. Wise (PAT D. Wiehberg)   |

Quelle: